# Sojva
La Sojva (in russo Северная Мылва?; Mylva settentrionale) è un fiume della Russia europea nordorientale, affluente di sinistra della Severnaja Mylva (nel bacino della Pečora). Scorre nei rajon Sosnogorsk e Troicko-Pečorskij della Repubblica dei Komi.
La Soiva ha origine a sud dei monti Timani, scorre verso est quasi per tutta la sua lunghezza. Il canale del fiume è tortuoso. Nella parte superiore, le rive sono ricoperte di boschi, nella parte inferiore lungo le rive ci sono più prati e paludi. Sfocia nella Severnaja Mylva a 14 km dalla foce, a sud di Troicko-Pečorsk. Il fiume ha una lunghezza di 154 km; l'area del suo bacino è di  1 790 km².
Nel corso inferiore si trova l'insediamento di Nižnaja Omra, entro i cui confini confluisce l'affluente omonimo.